# Ieng Sary
Ieng Sary (khmerül: អៀង សារី), eredeti nevén Kim Trang (Lương Hòa, 1925. október 24. – Phnompen, 2013. március 14.) társalapítója, és magas rangú tagja volt a Vörös Khmernek. Tagja volt a Pol Pot által vezetett Kambodzsai Kommunista Párt Központi Bizottságának, és az  1975–79 között kormányban a Demokratikus Kambodzsa külügyminisztere, és miniszterelnök-helyetteseként szolgált. Felesége, Ieng Thirith (születési nevén: Khieu Thirith) szintén a Vörös Khmer kormányban szolgált, mint társadalmi miniszter. Ieng Saryt 2007-ben tartóztatták le és emberiség elleni bűncselekményekkel vádolták, de szívinfarktus következtében elhunyt, mielőtt az ítélet megszülethetett volna.

## Korai évei
Ieng Sary 1925-ben látott napvilágot Kim Trang néven egy Nhan Hoa nevet viselő faluban, ami Luong Hoa (khmerül: Loeung Va) egyik alkerületében helyezkedik el, Châu Thành körzetben, Trà Vinh tartományban, Vietnám déli részén. Édesapja, Kim Riem khmer származású vietnami volt, anyja, Tran Thi Loi pedig kínai felmenőkkel rendelkezett, családja még kislánykorában települt át Vietnamba. Ugyanakkor 2011-es tárgyalásán azt állították, hogy az édesanyjának egyik szülője kínai volt, a másik pedig vietnami. Ieng Sary akkor változtatta meg a nevét Kim Trang-ról az általunk ismertre, amikor belépett a Vörös Khmerbe. Pol Pottal, aki akkor még a Szaloth Szár nevet viselte, a házasság révén sógori kapcsolatba került. Sary és Szaloth Szár a phnompeni Lycée Sisowath-on tanultak jövendőbeliükkel, Khieu Thirith-tel és Ponnaryval. Mielőtt Párizsba utaztak volna, Ieng Sary megkérte Thirith kezét.
Ieng Sary és Szaloth Szár Párizsban is együtt tanultak. Amíg itt voltak, Sary bérelt egy lakást a Latin negyedben, a diákradikalizmus melegágyában. Szaloth Szárral együtt francia kommunista értelmiségiekkel találkoztak, és a kambodzsai kommunista mozgalmon belül létrehozták saját egységüket.
Ieng Sary és Khieu Thirith a párizsi városházán házasodtak össze 1951 telén. Thirith felvette férje nevét, Ieng Thirith lett.

## Élete
Kambodzsába való visszatérése után 1960 szeptemberében bekerült a Kambodzsai Kommunista Párt Központi Bizottságába.
Amikor a kambodzsai forradalom győzött, és a Khmer Köztársaság 1975. április 17-én megdőlt, Sary személyes kivándorlásokat tett, hogy külföldön khmer menekülteket keressen Kambodzsa újjáépítéséhez. Azonban amikor a gyanútlan kambodzsaiak visszatértek szülőhazájukba, érkezésükkor letartóztatták őket, és brutális fogolytáborba kerültek valamennyien. Ieng Sary lett a diplomácia vezetője, ekkortájt vette fel a „3-as számú testvér” nevet.
Sary üdvözölte a külföldi látogatókat, és szintén ő volt felelős a minisztériumokon belüli tisztogatásokért, és letartóztatásokért. 1977 végén, az ENSZ előtt elutasította a kambodzsai menekültek által a Vörös Khmer ellen felhozott vádakat, akik továbbá tárgyalni is akartak a Kambodzsai Kommunista Párttal. 1979-ben, a Vörös Khmer uralmának összeomlásakor Pol Potot és Ieng Sary-t távollétükben életfogytilaglani börtönbüntetésre ítélte a Népi Forradalmi Törvényszék.
1996-ban Norodom Szihanuk király hivatalosan megbocsátott Ieng Sary-nak. Ő volt a megalapítója a Demokratikus Nemzeti Egység Mozgalomnak, amely a Kambodzsai Nemzeti Egységpártból vált ki.

## Letartóztatása és a bíróság

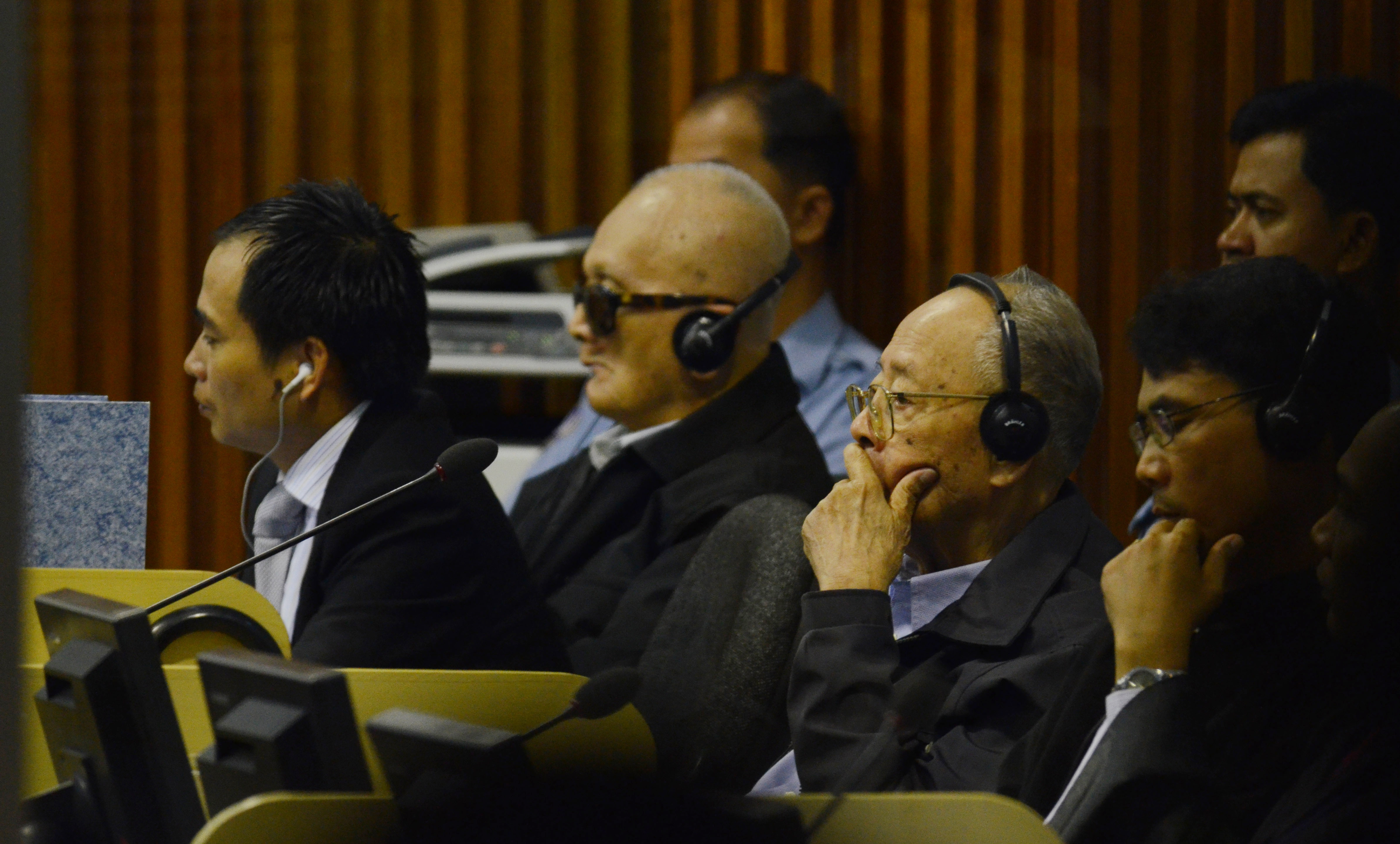
Ieng Sary és Nuon Csea a bíróság előtt 2011. augusztus 31-én

Ieng Saryt, aki állítólag egy „pazar phnompeni villában élt, amelyet biztonsági őrök és szögesdrótok vesznek körül” 2007. november 12-én tartóztatták le háborús bűncselekmény és emberiség elleni bűncselekmények vádjával. Feleségét, Ieng Thirithet szintén hasonló vádakkal vették őrizetbe.
2009. december 16-án a törvényszék hivatalosan is bűnösnek találta népirtásban, és kambodzsai vietnamiak illetve muszlimok meggyilkolásában.

## Halála
Ieng Sary 2013. március 14-én, 87 éves korában elhunyt Phnompenben, mielőtt ítélet születhetett volna ellene. Évek óta szívproblémái voltak, és számos más betegségben is szenvedett. Halála előtt 10 nappal, március 4-én vitték kórházba, ügyvédei szerint emésztési problémák miatt. Ieng Sary holttestét Banteay Meanchey tartománybeli szülőházához vitték. A test 7 napig volt ott, aztán elhamvasztották. Halála idején épp folyt a tárgyalása, amelynek témája a Vörös Khmer mozgalomban való részvétele volt. Elisabeth Simonneau Fort, az áldozatok ügyvédje szerint: „Az áldozatok számára ez a haláleset szűkíti a tárgyalás hatókörét, és korlátozza az igazság, és az igazságosság utáni keresésüket.”